# Hedydipna metallica
El suimanga del Nilo (Hedydipna metallica) es una especie de ave paseriforme de la familia Nectariniidae propia del noreste de África y Arabia.
Puede ser encontrada en los siguientes países:  Yibouti, Egipto, Eritrea, Etiopía, Omán, Arabia Saudita, Somalia, Sudán, y Yemen.

## Descripción
En invierno los dos sexos tienen un aspecto parecido: pájaros pequeños de 9 a 10 cm de largo, con plumaje gris claro en las pares superiores y color amarillo descolorido en las inferiores, y un pico largo, delgado y ligeramente curvado hacia abajo.
En febrero, el macho de suimanga del Nilo adquiere su llamativo plumaje nupcial, de color verde brillante y con un intenso amarillo azufre en el vientre, y en la cola largas cintas que añaden un extra de cinco centímetros de su longitud. Una vez transformado, se ahueca sus plumas y desfila con sus mejores galas recién descubiertas, cortejando a sus compañeras de colores más apagados. La exhibición incluye un vuelo estacionario, acompañado de reverencias y batir de la alas.